# Луїс Араужо
Луїс Араужо (порт. Luiz Araújo, нар. 2 червня 1996, Такуаритінга) — бразильський футболіст, нападник клубу «Фламенго». Виступав також за клуби «Лілль» та «Атланта Юнайтед». Володар Кубка Бразилії та Суперкубка Бразилії, дворазовий переможець Ліги Каріока. Чемпіон Франції, володар Суперкубка Франції.

## Ігрова кар'єра
Луїс Араужо народився 1996 року в місті Такуаритінга. Займався футболом у юнацьких командах низки бразильських футбольних клубів. У професійному футболі дебютував 2016 року виступами за команду «Греміо Новурізонтіно». У 2016 році футболіст перейшов до клубу «Сан-Паулу», в якому грав до 2017 року.
У 2017 році Луїс Араужо став гравцем французького клубу «Лілль». У складі команди бразилець швидко став гравцем основного складу, та грав у французькій команді до 2021 року. У складі «Лілля» Араужо в сезоні 2020—2021 років став чемпіоном Франції, а в 2021 році став володарем Суперкубка Франції.
Протягом 2021—2023 років Луїс Араужо грав у складі клубу Major League Soccer «Атланта Юнайтед».
У 2023 році Араужо повернувся на батьківщину до клубу «Фламенго». У складі команди футболіст двічі став переможцем Ліги Каріока, у 2024 році став володарем Кубка Бразилії, а в 2025 році став володарем Суперкубка Бразилії.

## Титули і досягнення
- Чемпіон Франції (1):

«Лілль»: 2020–2021
- Володар Суперкубка Франції (1):

«Лілль»: 2021
- Володар Кубка Бразилії (1):

«Фламенго»: 2024
- Володар Суперкубка Бразилії (1):

«Фламенго»: 2025
- Переможець Ліги Каріока (2):

«Фламенго»: 2024, 2025